# Acrocercops leucographa
Acrocercops leucographa är en fjärilsart som beskrevs av Clarke 1953. Acrocercops leucographa ingår i släktet Acrocercops och familjen styltmalar. Inga underarter finns listade i Catalogue of Life.